# Gekkō
Gekkō LLC (合同会社月虹 Gōdō-gaisha Gekkō?) es un estudio de animación y agencia de doblaje japonés.

## Historia
Fue fundada en diciembre de 2017. Sus principales negocios son la producción de animación televisiva, la publicidad y promoción de la animación en radio e Internet, y la formación de actores de doblaje.
En diciembre de 2023, Byakuko Dōga Co., Ltd. (合同会社月虹 Kabushiki-gaisha Byakuko Dōga?) se estableció en la ciudad de Yamaguchi, Prefectura de Yamaguchi, como una empresa del grupo. A través de la relación entre el CEO de la empresa Minoru Hirata y Hiroyuki Shimizu, que trabajaba en asuntos relacionados con el audio en la ciudad de Yamaguchi, la empresa hizo su primera incursión en la ciudad y comenzó a operar en enero de 2024. Con ello pretenden descubrir nuevos recursos humanos en un área inexplorada para la industria del anime, que se enfrenta al problema de la escasez de recursos humanos.

## Trabajos

### Series de televisión
| Año  | Título                                                                                      | Director(es)                    | Fecha de primera transmisión | Fecha de última transmisión | Eps. | Notas                                                                         | Refs.                |
| ---- | ------------------------------------------------------------------------------------------- | ------------------------------- | ---------------------------- | --------------------------- | ---- | ----------------------------------------------------------------------------- | -------------------- |
| 2023 | Isekai One Turn Kill Nee-san                                                                | Hiroaki Takagi                  | 8 de abril de 2023           | 24 de junio de 2023         | 12   | Adaptación de las novelas web escritas por Konoe.                             | [ 4 ] [ 5 ] [ 6 ]    |
| 2023 | Temple                                                                                      | Kazuomi Koga                    | 9 de julio de 2023           | 24 de septiembre de 2023    | 12   | Adaptación del manga escrito e ilustrado por Kimitake Yoshioka.               | [ 7 ] [ 8 ] [ 9 ]    |
| 2024 | Jii-san Baa-san Wakagaeru                                                                   | Masayoshi Nishida               | 7 de abril de 2024           | 16 de junio de 2024         | 11   | Adaptación del manga escrito e ilustrado por Kagiri Araido.                   | [ 10 ] [ 11 ] [ 12 ] |
| 2024 | Mob kara Hajimaru Tansaku Eiyūtan                                                           | Tomoki Kobayashi                | 6 de julio de 2024           | 21 de septiembre de 2024    | 12   | Adaptación de las novelas ligeras escritas por Kaitō e ilustradas por Almic.  | [ 13 ] [ 14 ] [ 15 ] |
| 2024 | Maō-sama, Retry! R                                                                          | Kazuomi Koga                    | 5 de octubre de 2024         | 21 de diciembre de 2024     | 12   | Secuela de Maō-sama, Retry!.                                                  | [ 16 ] [ 17 ] [ 18 ] |
| 2025 | Mikata ga Yowasugite Hojo Mahō ni Tesshiteita Kyūtei Mahōshi, Tsuihō Sarete Saikyō o Mezasu | Ken Takahashi                   | Octubre de 2025              | —                           | —    | Adaptación de las novelas ligeras escritas por Alto e ilustradas por Yuunagi. | [ 19 ]               |
| 2026 | Mayonaka Heart Tune                                                                         | Masayuki Takahashi              | 2026                         | —                           | —    | Adaptación del manga escrito e ilustrado por Masakuni Igarashi.               | [ 20 ]               |
| —    | Yūsha Party ni Kawaii Ko ga Ita no de, Kokuhaku Shite Mita                                  | Yasutaka Yamamoto Tomonori Mine | —                            | —                           | —    | Adaptación de las novelas ligeras escritas por Suisei e ilustradas por La-na. | [ 21 ]               |

### Especiales
| Año  | Título          | Director(es) | Fecha de primera transmisión | Fecha de última transmisión | Eps. | Notas                                              | Refs.  |
| ---- | --------------- | ------------ | ---------------------------- | --------------------------- | ---- | -------------------------------------------------- | ------ |
| 2023 | Temple Specials | Kazuomi Koga | 25 de octubre de 2023        | 22 de noviembre de 2023     | 2    | Especiales incluidos en el lanzamiento del BD/DVD. | [ 22 ] |

## Seiyūs afiliados

### Femeninos
- Suzuna Kinoshita[23]
- Misato Aoyagi[23]
- Akari Miyazaki[23]
- Natsu Shirosaki[23]

### Masculinos
- Keisuke Kimura[23]

## Oficinas
- Sede central: Sun Palace Shinjuku 1003, 8-12-1 Nishi-Shinjuku, Shinjuku-ku, Tokio 160-0023[1]
- Estudio Shinjuku 1: D-SQUARE Shinjuku 3ª planta, 1-23-4 Hyakunincho, Shinjuku-ku, Tokio 169-0073[1]
- Estudio Shinjuku 2: Wind Kita-Shinjuku Building 3ª planta, 1-1-17 Kita-Shinjuku, Shinjuku-ku, Tokio 169-0074[1]
- Estudio Shinjuku 3: Edificio Nissho 2ª planta, 7-18-13 Nishi-Shinjuku, Shinjuku-ku, Tokio 160-0023[1]